# Cidariplura ochreistigma
Cidariplura ochreistigma är en fjärilsart som beskrevs av John Henry Leech 1900. Cidariplura ochreistigma ingår i släktet Cidariplura och familjen nattflyn. Inga underarter finns listade i Catalogue of Life.